# Серавале ди Кјенти
Серавале ди Кјенти (итал. Serravalle di Chienti) насеље је у Италији у округу Мачерата, региону Марке.
Према процени из 2011. у насељу је живело 457 становника. Насеље се налази на надморској висини од 645 м.

## Становништво
| 1931. | 1936. | 1951. | 1961. | 1971. | 1981. | 1991. | 2001. | 2011. |
| ----- | ----- | ----- | ----- | ----- | ----- | ----- | ----- | ----- |
| 3.361 | 3.155 | 3.070 | 2.440 | 1.778 | 1.436 | 1.243 | 1.153 | 1.085 |